# Joseph Bénard
Pour les articles homonymes, voir Bénard.
Joseph Bénard est un architecte français né en 1764 et mort le 26 octobre 1824.

## Biographie

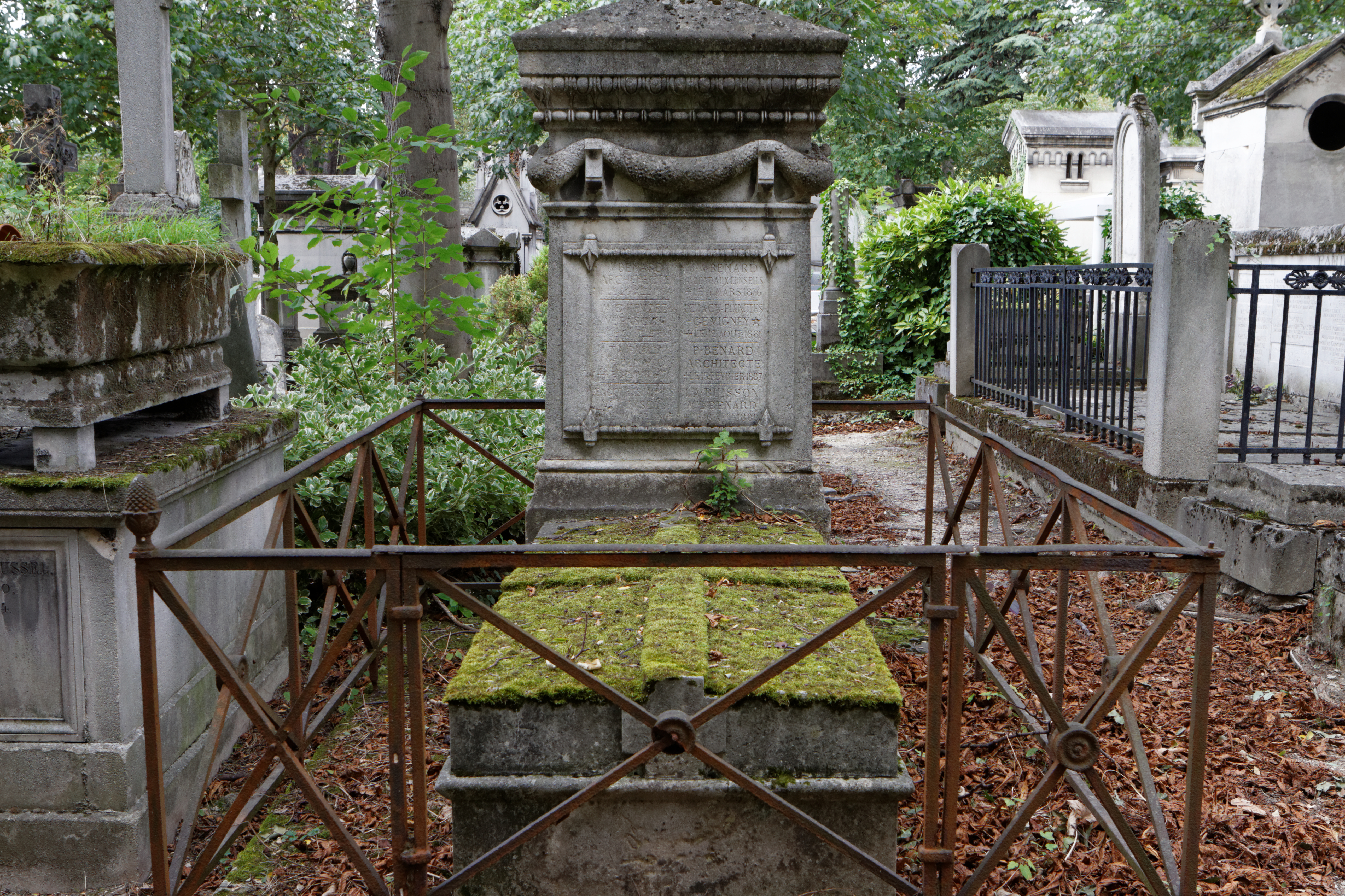
Tombe au cimetière du Père-Lachaise.

Élève de François II Franque à l'Académie d'architecture où il remporta un prix d'émulation en mars 1787 (sujet : « un baptistère »).
Bénard épousa en 1797 Marie-Thérèse Alexandrine Pascal dont il a eu un fils, Jean-Alexandre Bénard.
À Paris, il participa en 1793 à la création de la rue des Colonnes.
Il mourut à Paris, rue de Bondy, dans une maison mitoyenne de celle de l'architecte Vestier, auteur des premiers plans de la rue des Colonnes. Il est inhumé au cimetière du Père-Lachaise (23e division).

### Sources
- Michel Gallet, Les Architectes parisiens du XVIIIe siècle : Dictionnaire biographique et critique, Paris, Éditions Mengès, 1995, 494 p. (ISBN 2-8562-0370-1)